# Bursera paradoxa
Bursera paradoxa är en tvåhjärtbladig växtart som beskrevs av F. Guevara-fefer & J. Rzedowski. Bursera paradoxa ingår i släktet Bursera och familjen Burseraceae. Inga underarter finns listade i Catalogue of Life.